# 37655 Illapa
Illapa (asteroide 37655) é um asteroide Apollo. Possui uma excentricidade de 0.75234995 e uma inclinação de 17.99421º.
Este asteroide foi descoberto no dia 1 de agosto de 1994 por Carolyn S. Shoemaker e Eugene Merle Shoemaker em Palomar.